# Ропата Вахаваха
Ропата Вахаваха (ок. 1820 — 1 июля 1897) — военачальник маори и рангатира (вождь) племени (иви) нгати-пороу, получивший известность во время Новозеландской войны за Восточный Кейп и войны Те Кути.
Родился в 1820 году в долине Вайапу на Ист-Кейпе, мальчиком попал в рабство и стал известен как Рапата Вахаваха. Позже он получил свободу и, став взрослым, стал известен как Ропата. В 1865 году он боролся против религиозного движения Пай Марире, когда оно распространилось на территорию Ист-Кейпа. Во время конфликта он стал рангатирой Те Аоверы, хапу (субплемени) нгати-пороу. Как купапа, маори-союзник правительства Новой Зеландии, он сражался вместе с добровольческими силами, новозеландскими ополченцами и возглавлял военные отряды против Пай Марире, и их присутствие в регионе Ист-Кейпа было в значительной степени ликвидировано к середине 1866 года.
С 1868 по 1871 год он командовал военными отрядами нгати-пороу в преследовании Те Кооти, лидера повстанцев маори, религиозное движение Рингату которого угрожало безопасности региона Ист-Кейп. Во время конфликта он сыграл ключевую роль в захвате па (крепости Те Кооти) в Нгатапе, за что был награжден Новозеландским крестом и получил звание майора добровольческих сил. Его стремление победить Те Кооти было продиктовано желанием гарантировать, что земли нгати-пороу не будут конфискованы правительством. В последние годы жизни он командовал ополчением в округе нгати-пороу, был земельным агентом и членом Законодательного совета.

## Ранняя жизнь
Рапата Вахаваха родился около 1820 года либо в Те-Пуйя-Спрингс, либо в Акуаку в долине Вайапу, в Ист-Кейпе. Он был сыном Хипоры Коруа и Те Хапаманы Те Вао. Он принадлежал к хапу Те аовера из племени нгати-пороу, одного из основных племен маори в восточных районах Северного острова Новой Зеландии.
В детстве Ропата был захвачен племенем Ронгоухакаата во время конфликта с нгати-пороу из-за спорной земли. Он стал рабом Рапаты Вакапухии, чье имя он волей-неволей принял. Однако в последующие годы, когда он стал известным, он тесно сотрудничал с Дональдом Маклином, который, имея сильный шотландский акцент, обычно произносил свое имя как «Ропата», и это стало именем, под которым он широко известен. Он предпочитал это, поскольку это отделяло его от периода жизни, когда он был рабом. К 1839 году Ропата получил свободу и жил с нгати-пороу. Он был женат на Харате Те Ихи, чей племянник, Паратене Нгата, воспитывался в их семье.

## Война в Ист-Кейпе
Мало что известно о жизни Ропаты после его женитьбы до 1865 года, когда началась война в Ист-Кейпе. Нгати-пороу разделились после прибытия в Ист-Кейп в том году лидеров религиозного движения Пай Марире. Религия поддерживала своих последователей, известных как Хау хау, невосприимчивость к пулям и стремились переселить пакеха (европейских новозеландцев) с земли маори. Он также выступал за Маорийское королевское движение. Некоторые из хапу нгати-пороу перешли в новую религию, в то время как другие выступали против неё.
Благодаря работе миссионеров в этом районе с 1830-х годов многие нгати-пороу, в том числе хапу из Ропаты, исповедовали христианскую веру. Они были возмущены убийством Карла Фёлькнера Хау хау в начале 1865 года. Кроме того, они поняли, что объединение с Пай Марире приведет к конфликту с правительством Новой Зеландии и риску конфискации их земли, как это произошло в других частях страны.

### Кампания в долине Вайапу

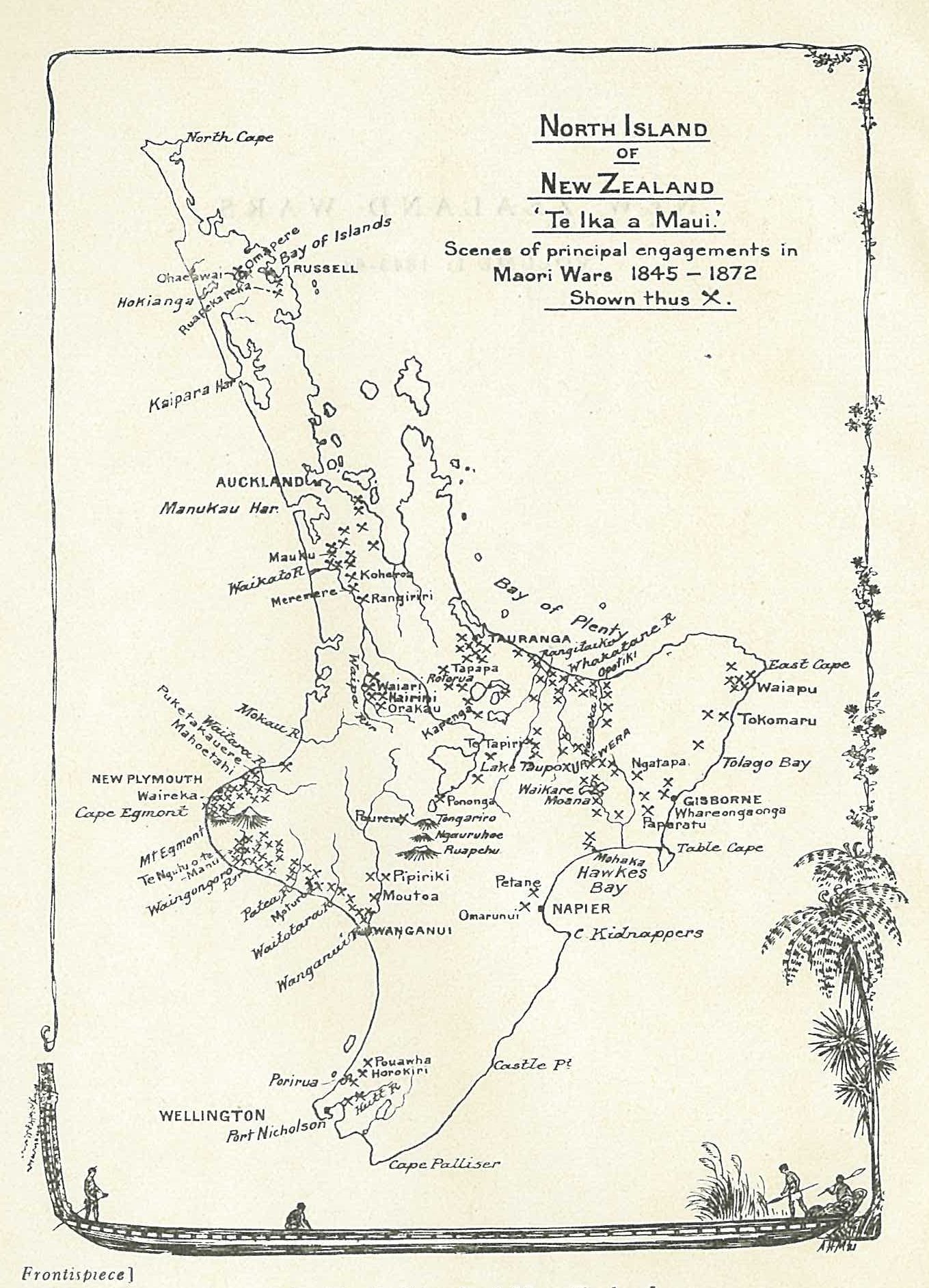
Карта Северного острова Новой Зеландии, на которой показаны места ключевых сражений во время конфликтов 1840—1870-х годов

Сам Ропата был убежденным англиканцем и был одним из основателей епархии Вайапу. 5 июня он был в числе нескольких Те Аовера, присутствовавших на торжествах по случаю основания церкви в Попоти, когда им сообщили, что в долину Вайапу прибыло несколько хау хау. В ответ на просьбы лидера племени нгати-пороу, он собрал отряд из 40 человек, в основном из его собственного хапу из Те Аовери. Его отряд был плохо экипирован, среди них было всего несколько кремневых мушкетов и традиционное оружие, такое как mere (дубинка) и taiaha (посох). В отличие от них, хау хау были вооружены современными винтовками. 20 июня Ропата возглавил атаку на хау хау, которые основали па (крепость на холме) в Мангаоне. Хотя Те аовера потерпели поражение, Ропата приобрел некоторую известность, когда в единоборстве убил лидера хаухау. Рангатира (вождь) Те аовера был убит в сражении, и Ропата сменил его на посту лидера его хапу. Он потерпел еще одно поражение два дня спустя, когда его отряд был отброшен во время атаки па хаухау в Пукемайре. Кроме того, был захвачен их собственный па в Тикитики.
Когда Хау хау прибыли в долину Вайапу, Мокена Кохере, старший рангатира племени нгати-пороу, обратился за помощью к Дональду Маклину, суперинтенданту провинции Хокс-Бей. Впоследствии были отправлены столь необходимые припасы вместе с сотней ополченцев, которые прибыли в па Те-Хатепе, куда отступили Ропата и его отряд. Его силы теперь насчитывали около 85 человек, после прибытия подкреплений Те Ауэры. Прибытие 13 июля личного состава добровольческих сил, новозеландского ополчения, еще больше увеличило численность. Это оказалось своевременным, поскольку хау хау атаковали на следующий день и были отброшены.
Хау хау потерпели дальнейшие поражения, благодаря вмешательству ополчения, но Ропата также сыграл ключевую роль в боевых действиях. Он организовал успешную засаду на силы Хау хау в конце июля и, вооруженный современным оружием, позже проводил кампании вместе с Хенаре Потае, другим рангатирой изНгати Пороу направился к заливам Токомару и Толага, захватив па Хау хау. К этому времени он зарекомендовал себя как уважаемый воин и рангатира среди нгати-пороу. Его также считали безжалостным: согласно отчету, написанному в 1879 году Уолтер Гаджен, в какой-то момент Ропата нашел несколько человек из своего собственного хапу, Те Аовера, среди группы заключенных Хау хау, и он лично застрелил каждого из них. Монти Сутар, историк из нгати-пороу, оспаривает это, написав в 2000 году, что в современных записях не было найдено никаких свидетельств в поддержку этого действия.
3 октября, совместно с более чем 100 ополченцами, военный отряд Ропаты из 120 человек начал осаду крепости Пай Марире па Пукемайре. Ропата с группой из 12 воинов выкопал просеку, ведущую к частоколу па, и разрушил её, чтобы получить доступ. Хотя им пришлось отступить, а плохая погода задержала возобновление атаки, хау хау оставили Пукемайре несколько дней спустя и отступили к Хунгахунгатороа. Ропата с группой своих людей преследовал хау хау, когда они отступали. 13 октября они атаковали Хунгахунгатороа с Ропатой в составе группы, отправленной на горный хребет с видом напа, чтобы стрелять в Хау хау. По предложению Мокены Кохере начались переговоры с защитниками, и Нгати Пороу среди них сдались после получения гарантий их безопасности. Остальные, около 60 человек, сбежали с тыла па. Один из них, старший лидер хау хау, был взят в плен Ропатой; офицер колониальной милиции, узнав личность заключенного, казнил его. В ходе боев в Хунгахунгатороа были уничтожены последние опорные пункты Хау хау в долине Вайапу. Некоторым Нгати-пороу было разрешено вернуться к своему хапу после присяги на верность британской короне, в то время как другие были отправлены на острова Чатем.

### Переход в Бухту бедности
В бухте Бедности, к югу от долины Вайапу, все еще существовало присутствие хау хау с центром в па Ваеренга-а-хика, в котором проживало от 400 до 500 хау хау. Ополчение, несмотря на усиление войсками, переброшенными из Нейпира, насчитывало всего около 150 человек, что было недостаточно для нападения на па. Маклин обратился за помощью к Ропате, чтобы справиться с угрозой. Он охотно подчинился; многие из хау хау в бухте Бедности принадлежали к племени ронгоухакаата, которое поработило его в детстве. Ропата собрал военный отряд нгати-пороу из 300 воинов и присоединился к ополчению в ходе семидневной осады Ваеренга-а-Хика, которая началась в середине ноября. После попытки прорыва хау хау были разбиты, а оставшиеся в живых были взяты в плен на островах Чатем.
Ропата продолжал вести свой военный отряд на юг, на этот раз в поддержку племени нгати-кахунгуну, который был связан с правительством. В январе 1866 года он и 150 нгати-пороу высадились в Вайроа. Вместе со 150 ополченцами и 250 воинами из Нгати-кахунгуну иви они двинулись к озеру Вайкаремоана в погоне за Хаухау. Когда 12 января отряд попал в засаду и его передовые части начали отступать, Ропата помог восстановить боевой дух, продвигаясь вперед и поджигая подлесок, который закрывал обзор Хау хау. Не в силах смотреть в лицо наступающим Ропате и его людям, они отступили. В результате тщательного преследования было убито от 25 до 35 человек, еще несколько человек были взяты в плен. Потери Нгати Кахунгуну и Пороу составили 14 убитых, один из которых был дядей Ропаты, в основном в первоначальной засаде. В этом сражении участвовало несколько ополченцев, но один из них позже сообщил, что Ропата казнил четырех лидеров хау хау, которые были среди заключенных. Первоначально он предлагал пощадить Нгати Кахунгуну, но это было неприемлемо для рангатира из этого племени, которые хотели подать пример остальным своим иви. Затем правительственные войска и их союзники вернулись в Вайроа. В течение следующих нескольких месяцев были дальнейшие столкновения с оставшимися Хау хау, но в них участвовал Нгати Кахунгуну. К середине года угроза Хау хау для Ист-Кейпа была в значительной степени устранена.

## Война Те Кооти
В июле 1868 года правительство вновь обратилось к Ропате с просьбой помочь справиться с новой угрозой. Это был Те Кооти из Нгати Мару, хапу из племени Ронгоухакаата, который недавно сбежал из плена на островах Чатем. Те Кооти был отправлен туда, когда его арестовали в марте 1866 года как шпиона во время кампании против Хау хау в заливе Бедности. Находясь в Чатеме, он стал религиозным лидером среди многочисленных изгнанных Хау хау, исповедуя свою собственную веру, Рингату, основанную на Библии . Через два года заключенные были разочарованы обращением с ними, поскольку их содержали без суда и следствия, и Те Кооти заставил их застать врасплох своих охранников и захватить судно, чтобы отплыть обратно в Новую Зеландию.
Те Кооти и его последователи высадились на берег возле залива Бедности 9 июля 1868 года и вскоре после этого направились вглубь острова. Командир местного ополчения, капитан Биггс, приказал нескольким своим людям пуститься в погоню после того, как первоначальная попытка местного рангатира вступить в переговоры с Те Кооти была отклонена. Ополченцы потерпели поражение в столкновении 20 июля, и в течение следующих нескольких недель продолжались безуспешные стычки с людьми Те Кооти. Ряды Те Кооти вскоре пополнились новообращенными из числа местных маори, которые в порыве страсти убили некоего вождя нгати-кахунгуну. В ответ, в конце октября, были доставлены Ропата и его нгати-пороу.

### Нгатапа

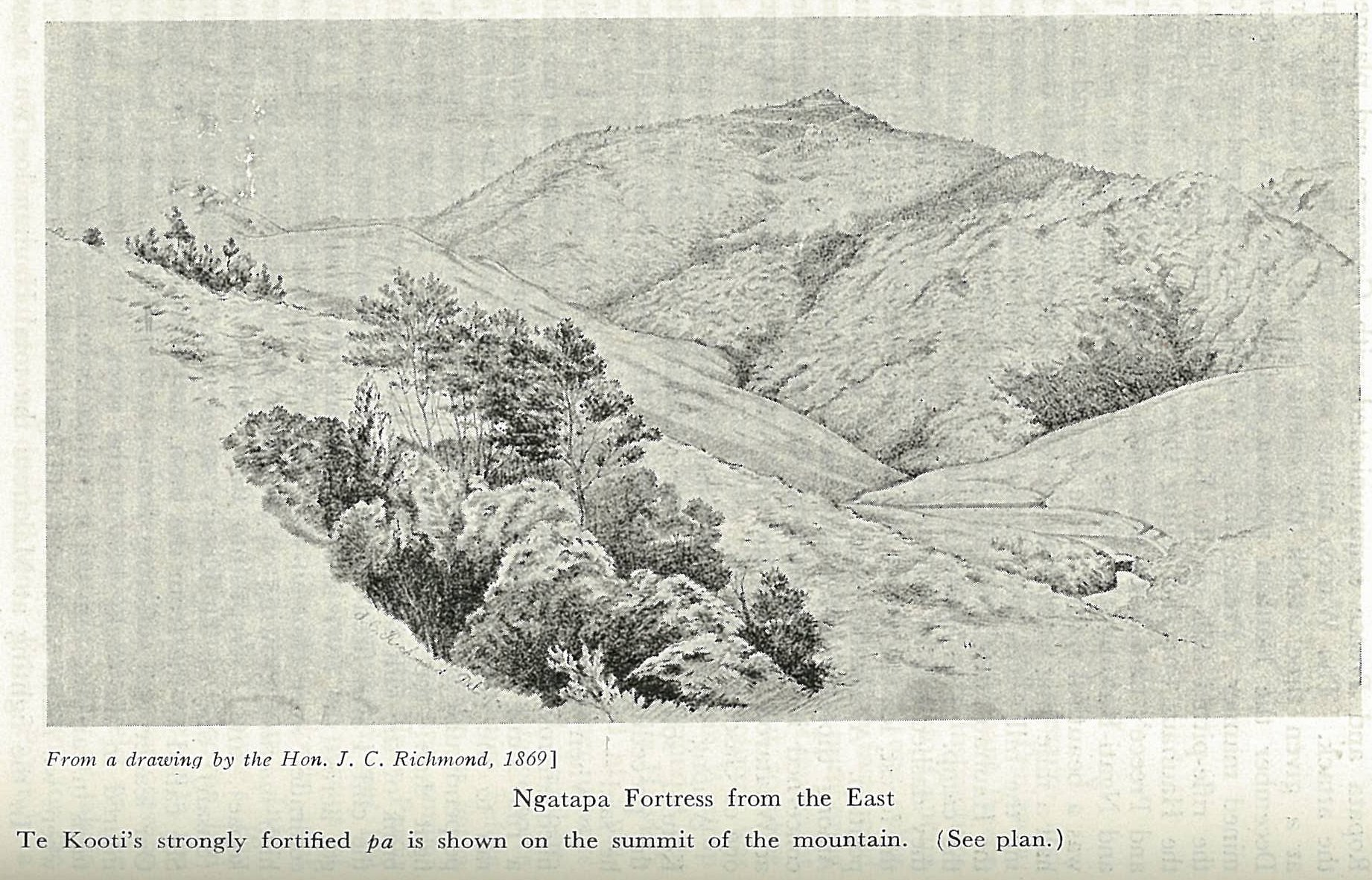
Вид на Нгатапа па Те Кооти, расположенный на вершине пика

Те Кооти, после рейда 10 ноября, в результате которого было убито несколько маори и европейских поселенцев и фермеров, отступил к сильному оборонительному рубежу в Нгатапе. Ропата и его люди в Вайроа отправились на север к Гисборну (известному в то время как Туранга) и на Нгатапу . В па находилось около 200 воинов Рингату и около 300 других маори, многие из которых были пленниками, захваченными во время набегов Те Кооти . Первая атака 4 декабря, возглавляемая Ропатой, Хотоне Пороуранги, другим рангатирой нгати-пороу, и лейтенантами Маиром и Присом из Вооруженной полиции, не увенчалась успехом. Па находился на вершине горного хребта и имел сильные укрепления, включая окопы, и был обнесен частоколом. Хотя Ропата возглавлял отряд при захвате оборонительной траншеи, ее пришлось оставить вечером, когда у них закончились боеприпасы. Ропата отвел своих людей, утомленных маршем из Вайроа и последующими боями, обратно в Турангу. Несмотря на это, Ропата был награжден Новозеландским крестом (NZC) за его храбрость и ведущую роль в этой акции. Новозеландская награда недавно была учреждена как награда за доблесть для колониального персонала и считалась эквивалентной Кресту Виктории (VC); те, кто служил в колониальной милиции Новой Зеландии, не имели права на вступление в VC, если они не находились под командованием британских офицеров. Ропата также был произведен в майоры Вооруженной полиции.
В начале декабря полковник Джордж Уитмор, комендант Вооруженной полиции, прибыл в Турангу с 350 подкреплениями для местного ополчения. Они направились к Нгатапе после получения сообщений о том, что Те Кути все еще находится в этом районе и не отступил в страну Уревера, как предполагалось вначале. Тем временем Ропата ненадолго вернулся на Ист-Кейп, чтобы привести дополнительные подкрепления нгати-пороу, и вернулся 26 декабря с 300 человеками. Теперь у Уитмора было около 700 человек, в том числе 370 нгати-пороу и 60 воинов Те Арава из Бухта Изобилия, под его командованием для нападения на Нгатапу. 30 декабря вокруг па был установлен плотный кордон, перекрывший его водоснабжение, и началась осада. Штурм 4 января 1869 года прорвал внешнюю оборону. Это вынудило Те Кути эвакуироваться из па на рассвете следующего дня, спустившись по крутым, неохраняемым утесам. Многие из беглецов были захвачены в плен, преследуя Нгати Пороу и Те Арава. Около 136 последователей Рингату были убиты либо во время самой осады, либо казнены впоследствии по приказу Ропаты. Сам Те Кути сбежал и направился в страну Уревера. Отряд Уитмора потерял 11 человек убитыми и восемь ранеными. Впоследствии он не скупился на похвалы лидерским качествам и боевым навыкам Ропаты . Действительно, именно Уитмор рекомендовал Ропату для NZC.
Уитмор обратился за помощью к Ропате в кампании против Титоковару, другого вождя повстанцев, в районе Уангануи, на противоположном побережье Северного острова. Ропата отказался присоединиться; он, вместе с Дональдом Маклином и Караитианой Такамоана, вождем нгати-кахунгуну, чувствовал, что Те Кути остается угрозой для региона Ист-Кейпа, и не хотел видеть этот район и своих людей беззащитными. Министр обороны колоний Теодор Холтейн и премьер-министр Эдвард Стаффорд оба считали, что Маклин, которому не нравился Уитмор, повлиял на решение Ропаты. Когда Уитмор обнаружил, что Ропата и его люди недоступны, он выразил сожаление, назвав их «самыми храбрыми хапу из лучшего племени буша в Новой Зеландии». Некоторые в нгати-пороу критически отнеслись к решению Ропаты и присоединились к Уитмору в его кампании.

### Уревера

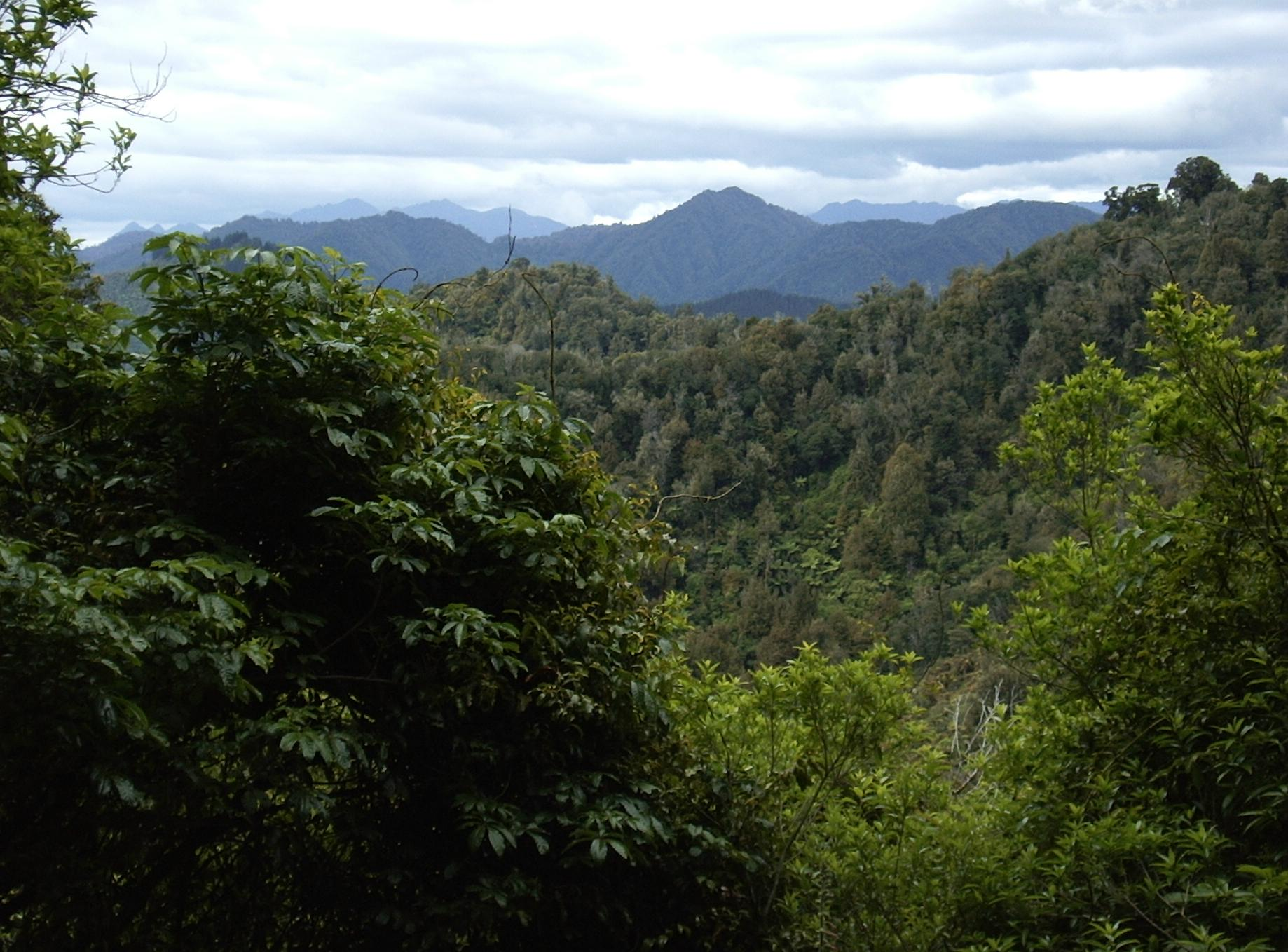
Вид на хребты Уревера, через которые Ропата организовал несколько экспедиций для охоты на Те Кооти

Местность Уревера, расположенная к западу от Ист-Кейпа, представляла собой пересеченную гористую местность с густыми лесами, где обитали племя нгаи-тухо. Правительство конфисковало самые ценные земли тухо. Те Кооти и около 30 сторонников вскоре собрали последователей из числа Тухо и совершили набеги на Охиву и Вакатане за припасами и оружием. Его действия во время этих и последующих рейдов были особенно безжалостными и вызвали гнев иви и хапу, окружающих страну Уревера, и побудили их поддержать правительство. Уитмор предпринял вторжение в страну уревера в начале мая, причинив много жертв тухо и уничтожив их дома и возделанные земли. Воины нгати-пороу не спешили участвовать во вторжении Уитмора в страну Уревера, присоединившись к экспедиции на озере Вайкаремоана только в конце мая, и она была отозвана в следующем месяце после того, как Те Кути перешел на равнины Таупо.
В начале 1870 года правительство решило отозвать все ополчение пакеха от преследования Те Кооти и поручить охоту на него купапа (маори, союзным правительству): нгати-пороу под командованием Ропаты и маори из племени уонгануи под командованием Те Кепы Те Рангихивинуи. Те арава также будет участвовать в охоте на Те Кооти. Ропата должен был командовать силами вторжения в Восточный Кейп и руководить их военными операциями. Это было сделано по инициативе Маклина, ныне министра обороны, который отметил успех, достигнутый купапой в охоте на Те Кооти по сравнению с Вооруженной полицией. Дополнительной мотивацией послужила награда в 5000 фунтов стерлингов за поимку Те Кооти. Только одному пакеха было разрешено сопровождать каждый из военных отрядов маори; Ропата попросил и получил капитана Томаса Портера, офицера добровольческой кавалерии в бухте Бедности. Восточно-Капская партия отбыл в страну Уревера 28 февраля, насчитывая около 370 человек. В своих более поздних работах Портер положительно отзывался о лидерстве Ропаты и вытекающей из этого дисциплине и лояльности, которые он привил своим нгати Пороу во время похода на Маунгапохату, ключевое место для Тухо. Они захватили там па, который никогда прежде не подвергался нападению, с потерей только одного человека. Затем, в конце марта Те Кепе и Ропате удалось поймать Те Кути между двумя своими силами в его па при Мараетахи. В последовавшем сражении отряд Рингату был уничтожен. Те Кооти сбежал, но большинство его людей были либо захвачены в плен, либо убиты.

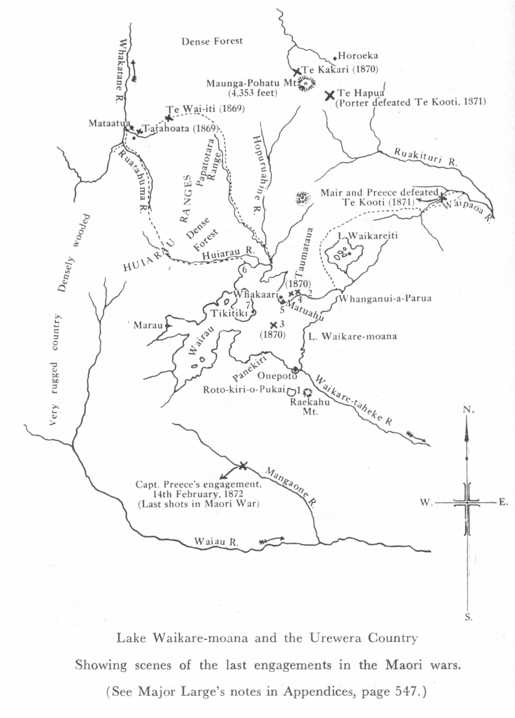
Карта озера Вайкаремоана и страны Уревера, показывающая расположение основных конфликтов во время войны Те Кооти

Несмотря на то, что Те Кооти избежал поимки, теперь он был в значительной степени истощен. Маклин был доволен результатом и вознаградил Нгати Пороу, объявив об отзыве претензий правительства на спорную землю на Ист-Кейпе. Это побудило Ропату собрать еще один отряд Нгати Пороу для преследования Те Кооти; Кросби отмечает, что его мотивация, вероятно, заключалась в том, чтобы Маклин сдержал свое слово. Он покинул Турангу 4 мая с почти 440 людьми, стремясь захватить Нгати Коухату, недалеко от реки Мангаарухе. Суровые погодные условия положили конец кампании, в ходе которой было захвачено 22 заключенных. Ропата также был раздражен усилиями Нгати Кахунгуну, который в то же время организовал аналогичную кампанию, в результате чего остатки Хау хау рассеялись. Это снизило эффективность собственных операций Ропаты. Когда Те Кооти в конце июля совершил набег на поселение Уава в Ист-Кампе, Ропата искал разведданные о его местонахождении. Услышав о рейде, он собрал военный отряд из более чем 100 нгати-пороу, чтобы преследовать Те Кути. После нескольких недель бесплодных поисков Те Кути в кустарниках вокруг залива Талога он ушел.
В течение следующих месяцев посланники Тухо вели мирные переговоры с некоторыми союзниками Те Кооти в стране Уревера. Камнем преткновения была безопасность от последствий, развязанных Те Кооти, в случае заключения мира. Вопрос о том, что гарнизонные силы нгати-пороу могут двинуться в страну Уревера для защиты, был поднят Маклином в разговоре с Ропатой. Это требовало ежедневной выплаты участникам Нгати Пороу, поскольку целью не было поимки Те Кути, и, следовательно, награда не была доступна. В середине января 1871 года Ропата повел отряд из 170 воинов в страну Уревера. Несмотря на то, что за поимку Те Кооти не было назначено никакой награды, Ропата решил отправиться на его поиски через долину Ваймана. Ходили слухи, что он скрывался там. Последовали две недели бесплодных поисков, прежде чем они отправились в Маунгапохату, поскольку рангитара посоветовал Ропате, что было бы лучше усмирить тухо там. Это было достигнуто, и он двинулся на восток, продолжая искать Те Кооти. Был схвачен его последователь, который предоставил полезную информацию и привел их к па Те Кооти. Хотя его там не было, другой его ключевой последователь был схвачен, а запасы продовольствия уничтожены. Экспедиция Ропаты завершилась в апреле, и они вернулись в Турангу, измотанные неделями перехода по холмистой местности уререва. Сам Ропата был покрыт фурункулами.
Несмотря на это, в июне Ропата собрал еще один отряд для охоты на Те Кооти. Его 200 человек были разделены на четыре группы по 50 человек и преследовали разные маршруты. Ропата командовал одной группой, а Портер — другой. Была середина зимы, условия были суровыми, и к тому времени, когда Ропата закончил свои поиски в начале августа, трое из его людей умерли от истощения, а многие другие были больны. Ему удалось захватить небольшие группы приверженцев Рингату, которые утверждали, что потеряли контакт с Те Кооти. Оказавшись в Гисборне, он получил информацию, что Те Кооти, возможно, остановился в месте на озере Вайкаремоана. Ропата почти сразу же отправился в этот район со свежей группой воинов Нгати Пороу. Портер, все еще сопровождавший Ропату, отправился на поиски ранее обысканных мест, чтобы убедиться, что Те Кооти не вернулся туда. Он присоединился к группе Те Арава, охотящейся на Те Кооти, после того, как сбежал от них после нападения на его лагерь в Ваипаоа. Тем временем Ропата обыскал вероятные районы, где, по его мнению, мог находиться Те Кооти. Однако он заболел и большую часть сентября оставался в лагере в районе Мангаарухе, пока его отряд осуществлял местное патрулирование. Отряд Портера добился большего успеха, и 1 сентября его отряд окружил лагерь Те Кути в Те Хапуа, хотя сам Те Кооти сбежал. Портер и Ропата, теперь оправившийся от болезни, встретились в Маунгапохату, а затем двинулись на Руатауну, где онинам сообщили, что Кереопа Те Рау, один из хаухау, причастный к убийству Фолькнера в 1865 году, живет в нескольких часах езды отсюда. Кереопа, за поимку которого была назначена награда в 1000 фунтов стерлингов, был схвачен во время внезапного рейда, организованного партией Нгати Пороу 18 ноября. После этого племя Тухо заключило мир с правительством, и Ропата вывел свою партию, положив конец кампаниям Нгати Пороу в стране Уревера. Преследование Те Кооти было возложено на Те Арава.

## Дальнейшая жизнь
К концу войны Те Кооти Ропата был признан одним из ведущих людей нгати-пороу из-за его действий в качестве купапы. Он использовал свое влияние, чтобы укрепить позиции иви в правительстве, гарантируя, что оно сдержит свое обещание не конфисковывать земли нгати-пороу. Сам Те Кооти продолжал уклоняться от поимки и в конечном итоге получил убежище в стране короля.
Ропата поселился в Вайомататини и построил там марае (дом собраний), назвав его Пороуранги. Защитник образования, когда в 1871 году в Вайомататини была открыта школа, он был ее председателем. Он оштрафовал бы родителей, чьи дети не посещали школу без уважительной причины. Сознавая свою неспособность к языку, он особенно настаивал на преподавании английского языка студентам-маори. Он стал земельным агентом правительства, содействуя продаже или аренде земли Нгати Пороу. Это повидало большую часть его земли. Иви сдается в аренду, гарантируя, что она останется в руках Нгати Пороу в долгосрочной перспективе. Он особенно поощрял использование суда по делам коренных народов для разрешения споров. Он также занимался разведением овец. В последние годы его жизни стадо насчитывало более 2400 овец.
Во время всеобщих выборов 1875 года он противостоял Караитиане Такамоане из Нгати Кахунгуну, который баллотировался в парламент от электората восточных маори. Такамоана был лидером движения за отречение, в которое были вовлечены некоторые бывшие хаухау, и стремился вернуть земли маори через судебный процесс. Ропата был против движения; он пытался оказать чрезмерное влияние на электорат в пользу своего предпочтительного кандидата на место Хотене Пороуранги, но безуспешно.
В 1878 году Ропата был награжден королевой Викторией орденом Почетного меча и назначен командующим региональной милицией с зарплатой 200 фунтов стерлингов в год. Ропата командовал ополчением до 1884 года, когда его жалованье прекратилось из-за мер по сокращению расходов. В последние годы жизни он получал ежегодную пенсию в размере 100 фунтов стерлингов. 10 мая 1887 года он был назначен членом Законодательного совета. Два года спустя он, в конце концов, получил возможность арестовать Те Кооти, который был помилован в 1883 году. С тех пор у Те Кути появилось много последователей. Это терпели до 1889 года, когда он решил вернуться в бухту Бедности, место своих прежних подвигов. Ропата и Портер, все еще работающие вместе, были назначены тогдашним премьер-министром Гарри Аткинсоном, чтобы убедиться, что Те Кути не въедет в Ист-Кейп или страну Уревера. Нгати Пороу были мобилизованы и прибыли на место происшествия как раз в тот момент, когда Те Кути был арестован полицейским инспектором, вовремя, чтобы предотвратить его последователей от превращения этого в проблему насилия. Ропата пропустил фактический арест из-за плохого состояния здоровья.

## Смерть и наследие

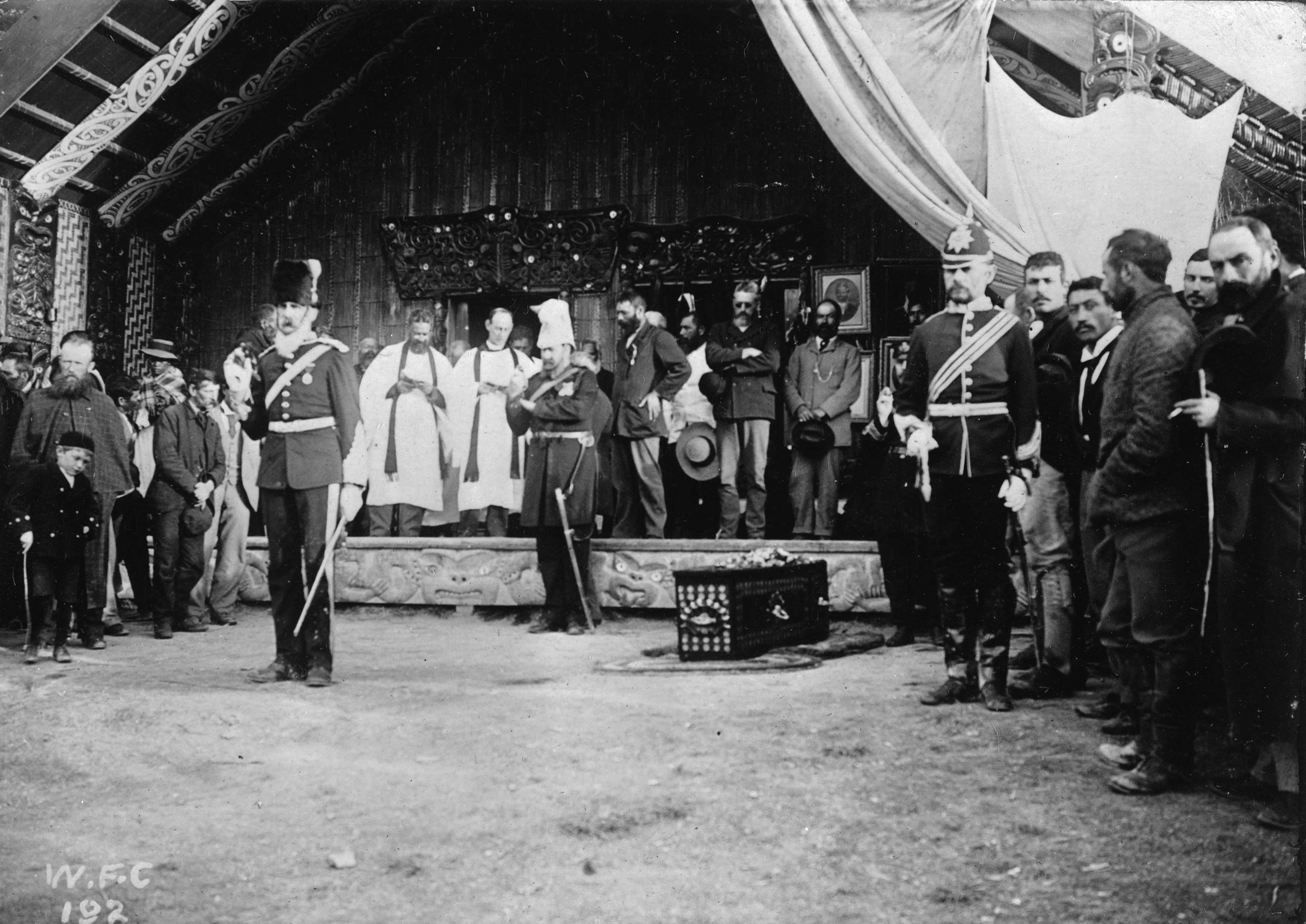
Похороны Ропаты, состоявшиеся в июле 1897 года в Пороуранги марае в Вайомататини

Ропата умер в Гисборне 1 июля 1897 года. Перед смертью он подчеркнул своему хапу, что они должны оставаться едиными и лояльными британской короне, приверженными христианству и близкими по духу пакеха. Он был похоронен со всеми воинскими почестями почти две недели спустя в урупе (могильнике) на Пупуте, скалистом выступе за Пороуранги марае в Вайомататини. Портер был носителем покрова. Через год после его смерти правительство установило мемориал в Пупуте в знак признания заслуг Ропаты перед короной. Его внучатый племянник, сэр Апирана Нгата, похоронен неподалёку.
С 1860-х годов Ропата описывается как купапа, например, историками Джеймсом Беличем и Майклом Кингом. Обычно под этим подразумевают маори, которые были нейтральны или лояльны британскому колониальному правительству. Однако в последнее время этот термин также используется в уничижительном смысле для обозначения маори, которые присоединились к правительству в ущерб другим маори. По словам Кросби, Ропату правильнее охарактеризовать как верного своему иви и соблюдающего Договор Вайтанги, который гарантировал безопасность земель нгати-пороу. Он придерживался прагматичного подхода к сотрудничеству с правительством, чтобы гарантировать, что земля его иви не была конфискована, учитывая, что по крайней мере некоторые нгати-пороу стали Хау хау во время войны в Ост-Кейпе.